# Darvel
Darvel (Dervel) is een kleine plaats in East Ayrshire in Schotland aan de oostzijde van Irvine Valley. De plaats ligt ca. 15 km van Kilmarnock.

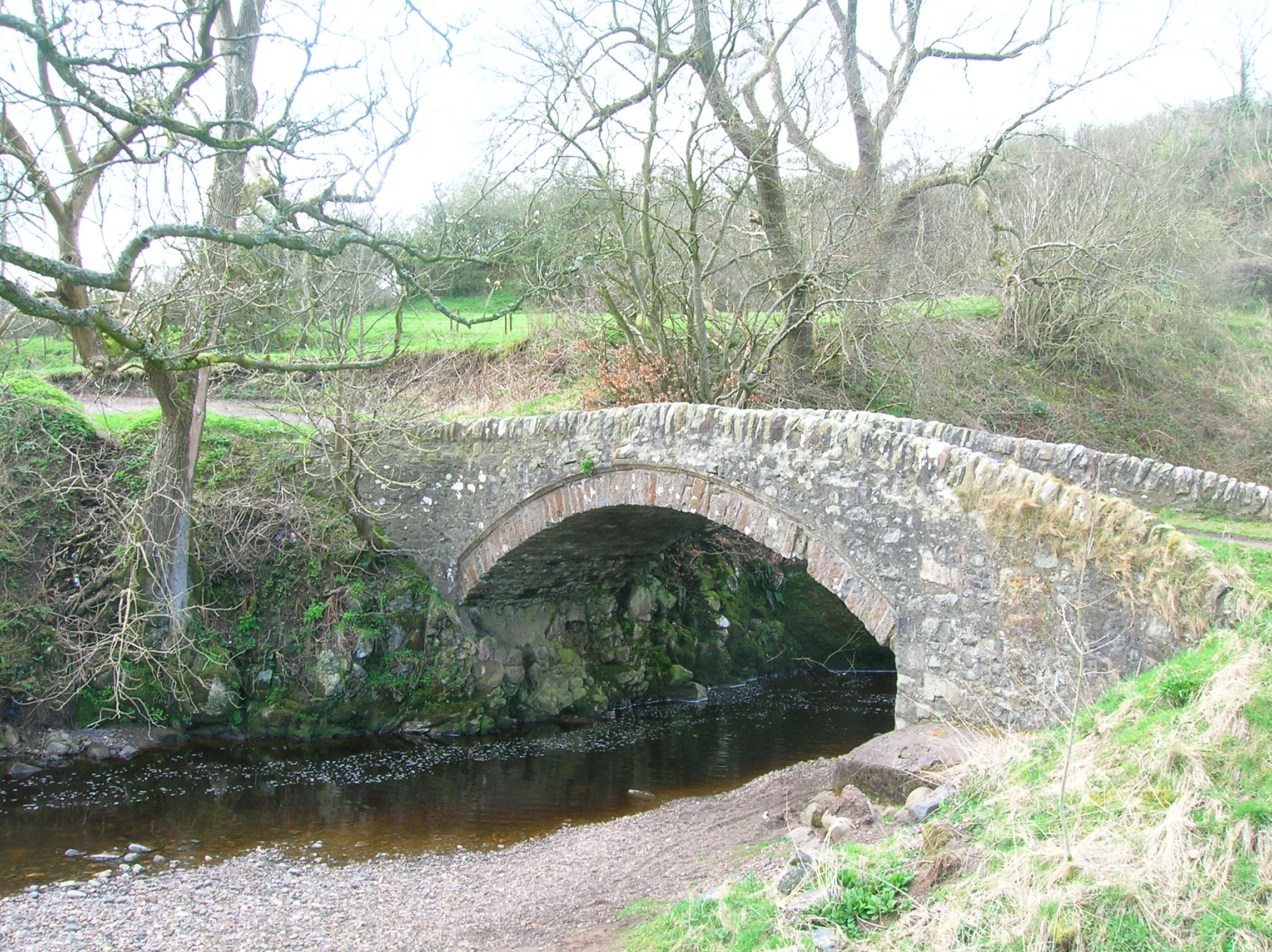
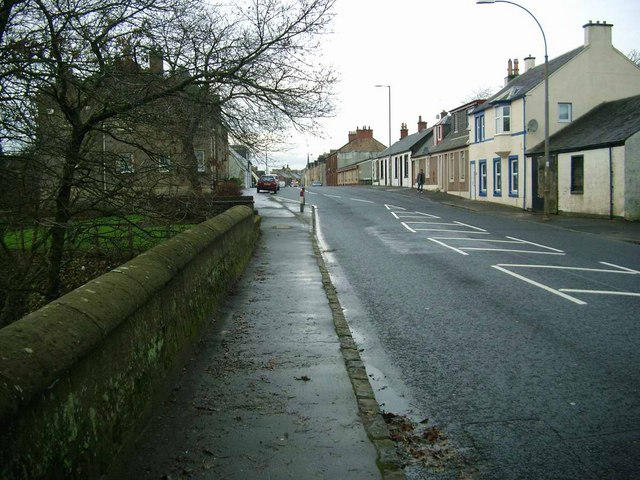
Hoofdstraat van Darvel

## Geboren in Darvel
- Alexander Fleming (1881-1955), arts, microbioloog en Nobelprijswinnaar (1945)
- Sammy Cox (1924-2015), voetballer